# Glatt ärtmussla
Glatt ärtmussla (Pisidium hibernicum) är en musselart som beskrevs av Westerlund 1894. Glatt ärtmussla ingår i släktet Pisidium, och familjen ärtmusslor. Arten är reproducerande i Sverige.

## Bildgalleri

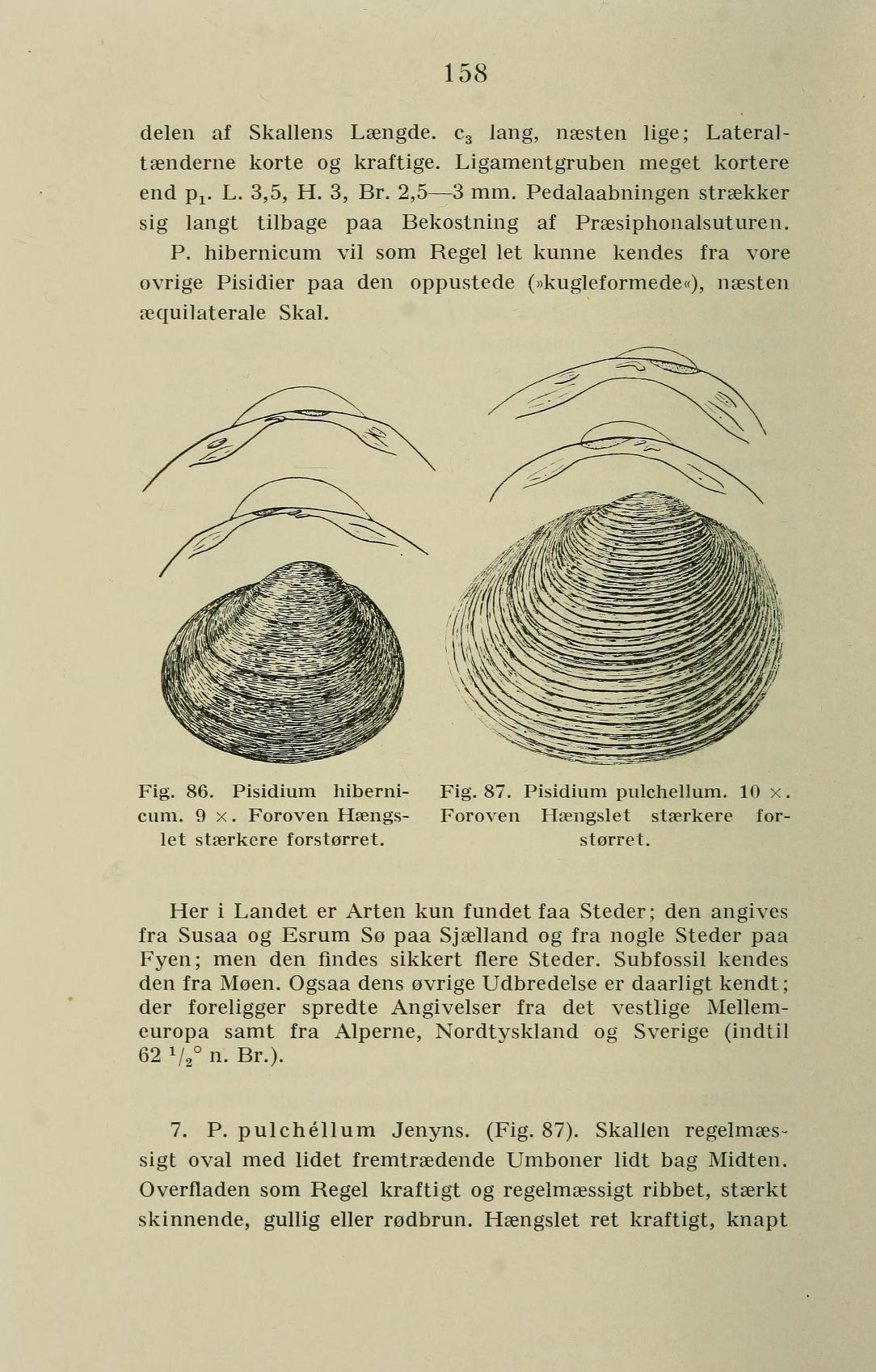